# Alain Juppé
Alain Marie Juppé (Mont de Marsan, 15 de agosto de 1945) es un político francés. Fue primer ministro de Francia entre 1995 y 1997. También asumió varias carteras ministeriales y fue alcalde de Burdeos durante 22 años. Desde marzo de 2019, es miembro del Consejo Constitucional francés. 

## Trayectoria
Miembro del cuerpo de inspectores de finanzas, consiguió la agregación en letras clásicas en 1967. Colaborador de Jacques Chirac desde 1976 fue adjunto a la alcaldía de París durante doce años.   
A nivel nacional, fue Ministro de Presupuesto de 1986 a 1988 y Ministro de Relaciones Exteriores de 1993 a 1995. Fue nombrado primer ministro al comienzo del período de siete años de Jacques Chirac en 1995. Su etapa en Matignon estuvo marcada por importantes huelgas, el más avanzado que ha dado hasta ahora el presente ciclo de luchas, en contra de su plan sobre pensiones y seguridad social, al que debió renunciar en parte. Se volvió muy impopular, dejó al jefe del gobierno después de la derrota de la derecha en las elecciones legislativas de 1997. Paralelamente, presidió el partido Agrupación por la República (RPR) y la Unión por un Movimiento Popular (UMP). 
En diciembre de 2004 Juppé fue condenado por malversación de fondos públicos, lo que le inhabilitó por un año para el ejercicio de la política activa en el caso de empleos ficticios en el ayuntamiento de París. Se trasladó a Quebec para dar clases, retornó a la política dos años más tarde, regresando a su puesto como alcalde de Burdeos.
En 2007, volvió a presentarse como candidato de UMP a la Alcaldía de Burdeos, resultando ganador con un 56 % de los votos. En noviembre de 2010 fue nombrado ministro de Estado de Defensa. El 1 de marzo asume el cargo de ministro de Asuntos Exteriores y Europeos en sustitución de Michèle Alliot-Marie quien presentó su dimisión al presidente Nicolás Sarkozy en medio de las críticas por el escándalo que supuso el viaje hecho a Túnez en el avión privado de un amigo del expresidente tunecino Ben Ali durante las revueltas de aquel país y su incorrecta gestión del affaire Cassez que llevó a Francia a una crisis diplomática con México. 
En las elecciones municipales francesas de 2014 fue reelegido en primera ronda alcalde de Burdeos con un 59,7% de votos. Fue candidato a las primarias de Los Republicanos para las elecciones presidenciales de 2017, siendo derrotado por el candidato Francois Fillon.
En enero de 2019 se anunció que ha dejado de militar en Los Republicanos.
En marzo de 2019, es nombrado miembro del Consejo Constitucional francés.

## Vídeos
- L'entrée de la Turquie dans l'Union européenne: la perception de l'opinion publique européenne Videoconferencia de Alain Juppé sobre la cuestión turca, pronunciado en Montreal en marzo de 2006, Centro de estudios internacionales de la Universidad de Montreal
- La France, trois mois avant les présidentielles Conferencia dada en Montreal en enero de 2007, Centro de estudios internacionales de la Universidad de Montreal